# Morales (Bolívar)
Pour les articles homonymes, voir Morales.
Morales est une municipalité située dans le département de Bolívar, en Colombie.